# Bára Prášilová
Barbora „Bára“ Prášilová (* 1979, Cheb) je česká vizuální umělkyně působící v Praze. Patří do generace mladých českých fotografek z počátku 21. století spolu s dalšími autorkami jako například Barbora Krejčová, Dita Pepe, Kateřina Držková nebo Tereza Vlčková.

## Životopis
Narodila se v roce 1979 v Chebu a vystudovala Institut tvůrčí fotografie Slezské univerzity. V jejích surreálných fotografiích, které balancují na hranici krásy a podivnosti, symboliky a reality, se neustále prolíná její snaha o rovnováhu. Tyto snímky ožívají v prostoru mezi reálnými a fiktivními scénami, jež pramení z jejího osobního smyslu pro absurditu. O tomto aspektu svědčí i její nejnovější kniha nazvaná Circles (PositiF, 2022), na které spolupracovala s historikem umění Thomasem Beachdelem.
Bára pro svá díla pečlivě plánuje každý detail. Její tvůrčí proces začíná podrobnými skicami a zahrnuje vytváření rekvizit a kostýmů na míru. Tímto způsobem vnáší do svých fotografií a videí jedinečnou autentičnost.
Bára Prášilová pravidelně vystavuje svá díla na mezinárodních výstavách, včetně míst jako je Paříž, Vídeň a Spojené arabské emiráty. Je držitelkou mnoha prestižních ocenění. V letech 2009 a 2011 obdržela cenu Czech Grand Design Photographer of the Year, v roce 2014 získala cenu Hasselblad Masters Award a v roce 2019 prestižní cenu Clio Award. Její umělecká díla jsou také součástí stálé sbírky Moravské galerie v Brně.
Bára Prášilová se od roku 2019 také věnuje tvorbě videí, jež vychází z jejích fotografií a které jí umožňují otevírat nový prostor pro budování alternativní reality.

## Galerie

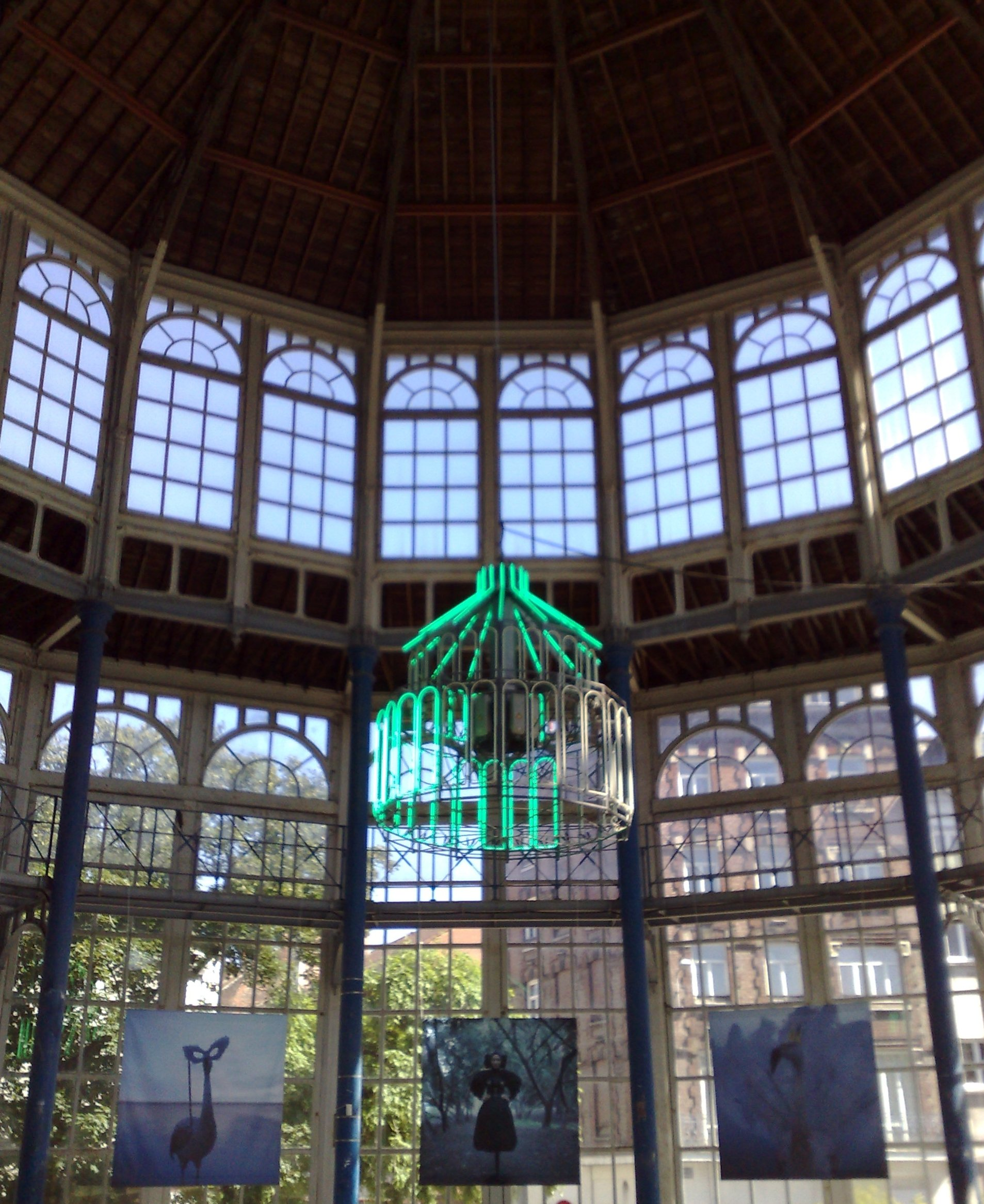
Výstava fotografií, Quiksilver women by Bára Prášilová, Grand Palais, Paříž, červen 2009